# Ihavandhoo
Ihavandhoo (malediw. އިހަވަންދޫ) – wyspa na Malediwach, na atolu Haa Alif; według danych szacunkowych na rok 2014 liczyła 2468 mieszkańców.